# Omen (Disclosure)
Omen is een nummer van het Britse dj-duo Disclosure uit 2015, ingezongen door de Britse zanger Sam Smith. Het is de tweede single van Disclosure's tweede studioalbum Caracal.
Met "Omen" was het de tweede keer dat Disclosure en Sam Smith samenwerkten, in 2012 deden ze het ook al met het nummer Latch. "Omen" werd wereldwijd een klein hitje. In het Verenigd Koninkrijk, het thuisland van zowel Disclosure als Sam Smith, haalde het de 13e positie. In de Nederlandse Top 40 bereikte het een bescheiden 27e positie, en in Vlaanderen haalde het de 2e positie in de Tipparade. Het nummer werd ook gebruikt in de voetbalgame FIFA 16.